# Eudendrium armatum
Eudendrium armatum är en nässeldjursart som beskrevs av Tichomiroff 1890. Eudendrium armatum ingår i släktet Eudendrium och familjen Eudendriidae. Arten är reproducerande i Sverige. Inga underarter finns listade i Catalogue of Life.